# Open Pau-Pyrénées 2022
L'Open Pau-Pyrénées 2022, noto anche come Teréga Open Pau-Pyrénées per ragioni di sponsorizzazione, è stato un torneo maschile di tennis professionistico. È stata la 4ª edizione del torneo, facente parte della categoria Challenger 100 nell'ambito dell'ATP Challenger Tour 2022, con un montepremi di 90 280 €. Si è giocato dal 21 al 27 febbraio 2022 sui campi in cemento indoor del Palais des Sports di Pau, in Francia.

## Partecipanti

### Teste di serie
| Nazionalità | Giocatore             | Ranking* | Testa di serie |
| ----------- | --------------------- | -------- | -------------- |
| Francia     | Benjamin Bonzi        | 69       | 1              |
| Francia     | Richard Gasquet       | 76       | 2              |
| Rep. Ceca   | Jiří Lehečka          | 95       | 3              |
| Francia     | Pierre-Hugues Herbert | 109      | 4              |
| Slovacchia  | Norbert Gombos        | 114      | 5              |
| Francia     | Gilles Simon          | 132      | 6              |
| Francia     | Quentin Halys         | 137      | 7              |
| Canada      | Vasek Pospisil        | 146      | 8              |

* Ranking al 14 febbraio 2022.

### Altri partecipanti
I seguenti giocatori hanno ricevuto una wild card per il tabellone principale:
- Elliot Benchetrit
- Harold Mayot
- Jo-Wilfried Tsonga

I seguenti giocatori sono entrati in tabellone come alternate:
- Maxime Janvier
- Nicola Kuhn

I seguenti giocatori sono passati dalle qualificazioni:
- Antoine Escoffier
- Arthur Fils
- Ernests Gulbis
- Emilio Nava
- Ryan Peniston
- Luca Van Assche

I seguenti giocatori sono entrati in tabellone come lucky loser:
- Radu Albot
- Zhang Zhizhen

## Campioni

### Singolare
Quentin Halys ha sconfitto in finale  Vasek Pospisil con il punteggio di 4–6, 6–4, 6–3.

### Doppio
Albano Olivetti /  David Vega Hernández hanno vinto il torneo per walkover in finale sulla coppia  Karol Drzewiecki /  Kacper Żuk.